# Уде, Фриц фон
Фриц фон У́де, имя при рождении Фри́дрих Ге́рман Карл У́де (нем. Fritz von Uhde, Friedrich Hermann Carl Uhde; 22 мая 1848[…], Волькенбург/Мульде, Германский союз — 25 февраля 1911[…], Мюнхен) — немецкий художник, писавший в стиле, сочетавшем черты реализма и импрессионизма.

## Биография
В 1866 г. в возрасте 18 лет Уде был принят в Высшую школу изобразительных искусств в Дрездене. Однако Уде не смог примириться с господствовавшими там порядками и уже на следующий год пошёл в армию. Военную карьеру он завершил в 1877 г. в звании ротмистра гвардейского полка. В тот же год Уде переехал в Мюнхен, где обучался в Академии художеств. Уде высоко ценил старых голландцев, творчество которых тщательно изучал в Мюнхене.
Встреча с коллегой-художником Михаем Мункачи повлияла на его решение перебраться в Париж осенью 1879 г., где несколько недель Уде работал в его студии, а также продолжил изучение голландской живописи. Под её влиянием Уде написал свои первые полотна: «Певица и дрессированные собачки», «Семейный концерт» и «Голландская закусочная».
Поездка в Голландию в 1882 г. упрочила принципы цветопостроения, которые уже впитали в себя впечатления Уде от парижских художников. Его последующие картины «Приход шарманщика» («Воспоминания о Зандвоорте»), а также «Урок игры на барабанах баварских солдат» были лишь подготовкой к той главной цели в творчестве, которую поставил перед собой художник.
Фриц фон Уде писал религиозные полотна. На основе переосмысления принципов колористики и натуралистичности форм он мечтал прочно связать историю Нового Завета с современностью, создав его глубокое и простое художественное отображение на основе образов из низших слоёв населения. Его художественный мотив «Иисус бедных» был позднее воспринят представителями церковной живописи, работавшими в экспрессионистской манере, как, например, на картине «Спаситель XX века» Петера Хеккера. Фриц фон Уде считается предвестником современного церковного искусства XX века.
В Мюнхене Уде был присвоен титул «королевского профессора», и он часто читал лекции в Академии художеств.
Профессор Фриц фон Уде умер 25 февраля 1911 г. в возрасте 62 лет в Мюнхене.
Как официальная критика, так и публика отвергали большую часть картин Уде из-за «обычного и ужасного», изображённого на его картинах. Однако у профессора Уде было и много поклонников, сравнивавших художника с Рембрандтом за тесную связь с природой.

## Галерея

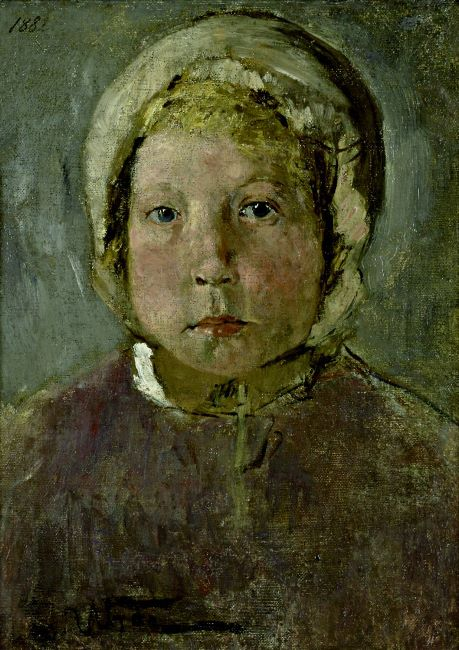
Голова девочки. 1882
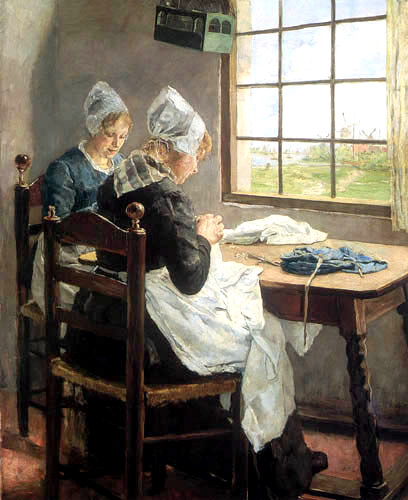
Голландские швеи. 1883
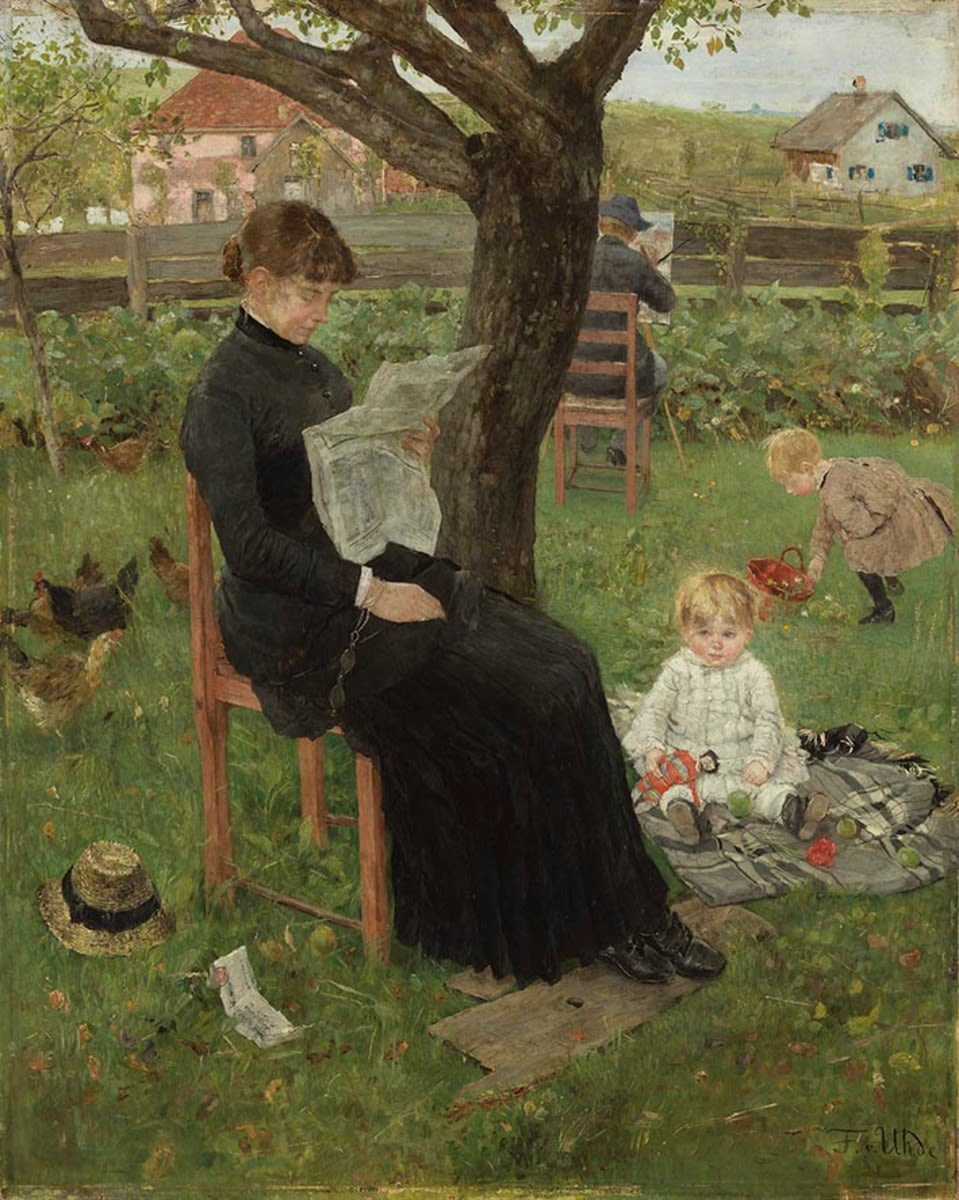
Летом. 1883. Пинакотека современности. Мюнхен
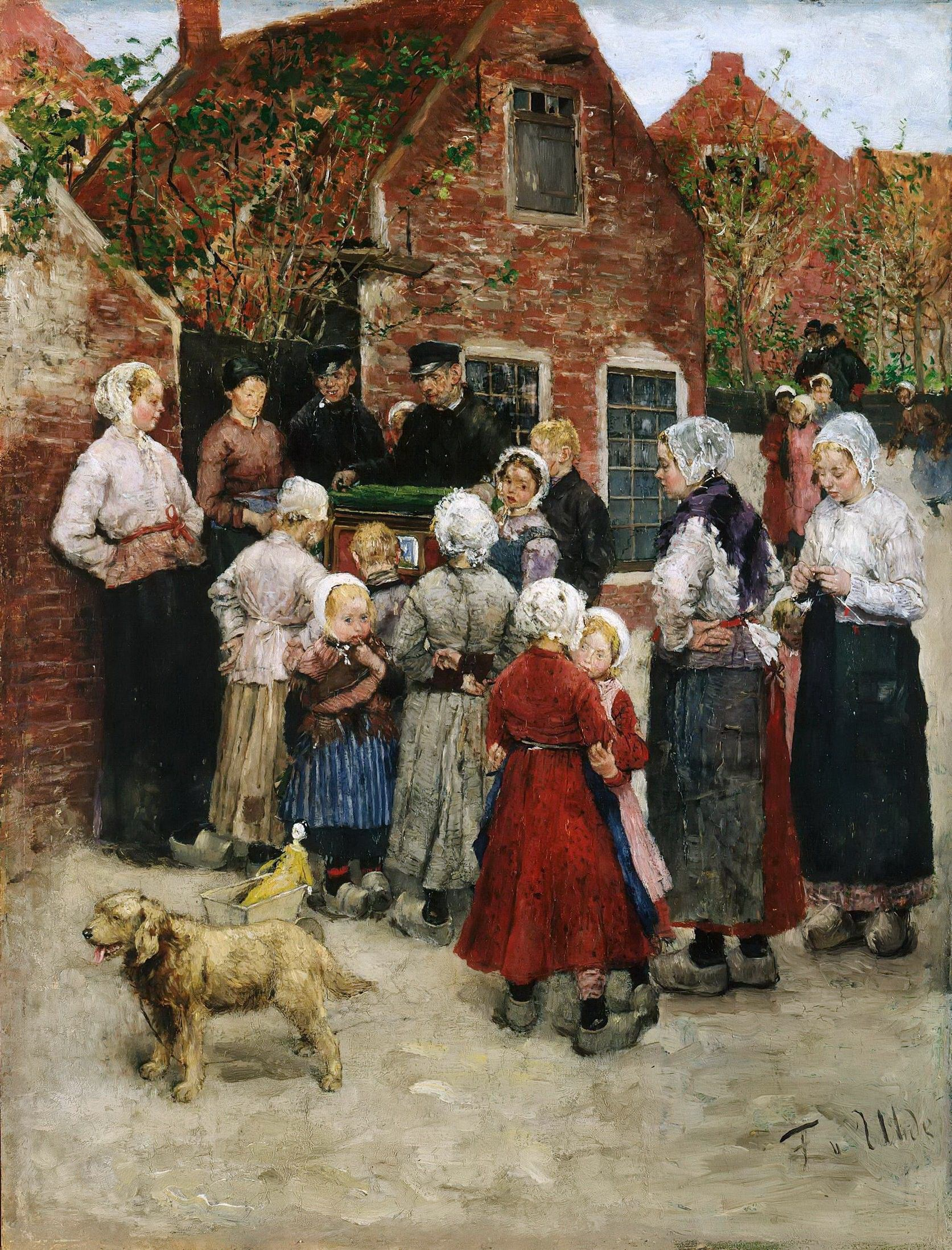
Приход шарманщика. 1883
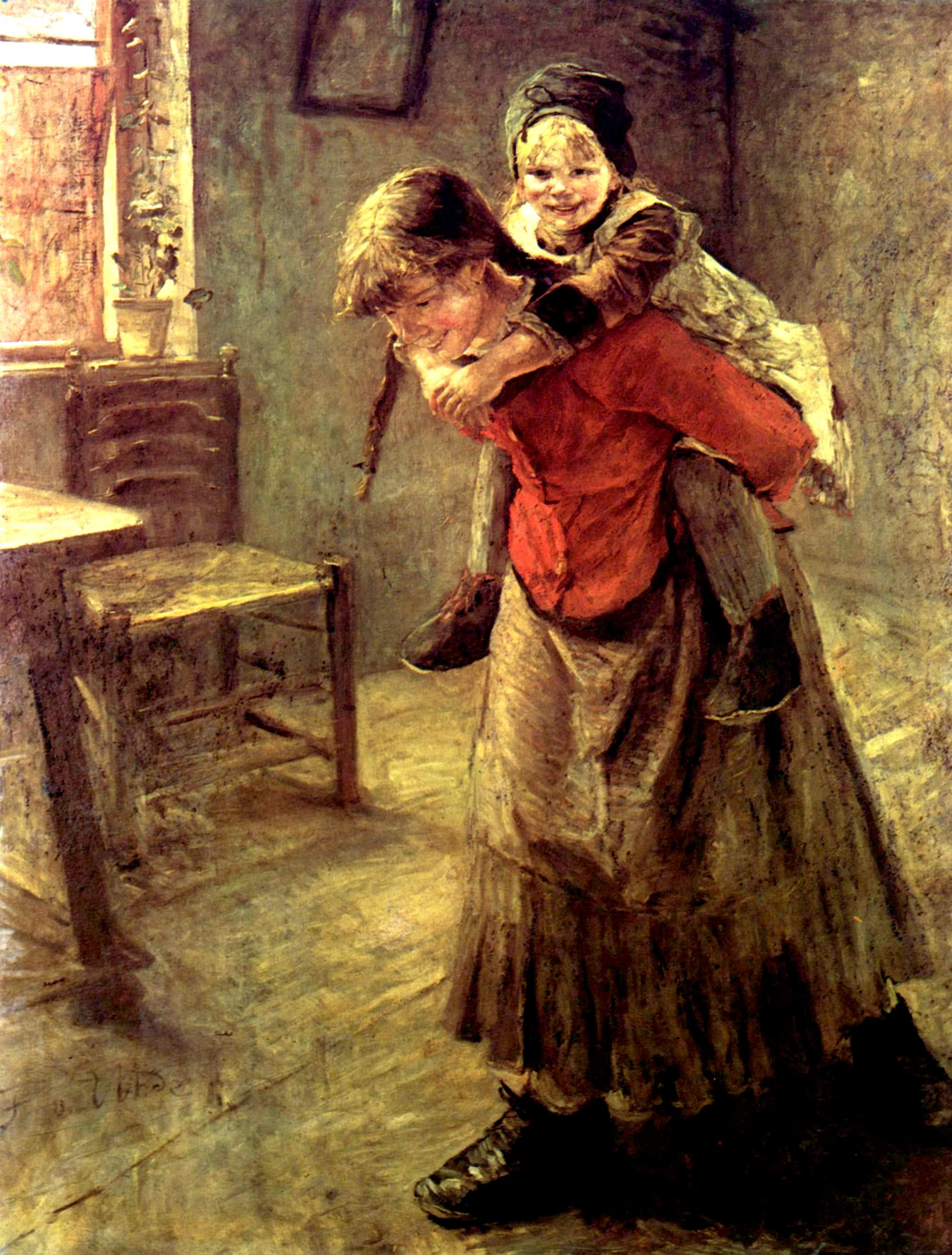
Старшая сестра. 1885. Германский национальный музей. Нюрнберг
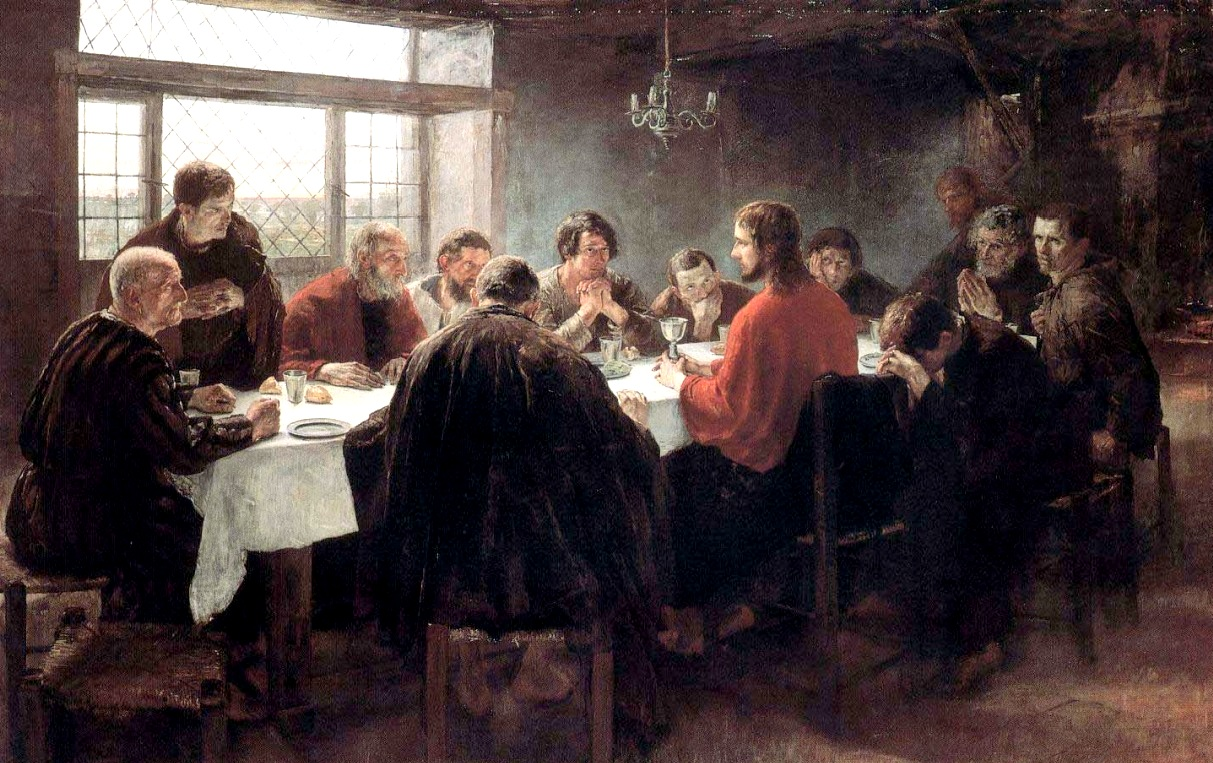
Тайная вечеря. 1886
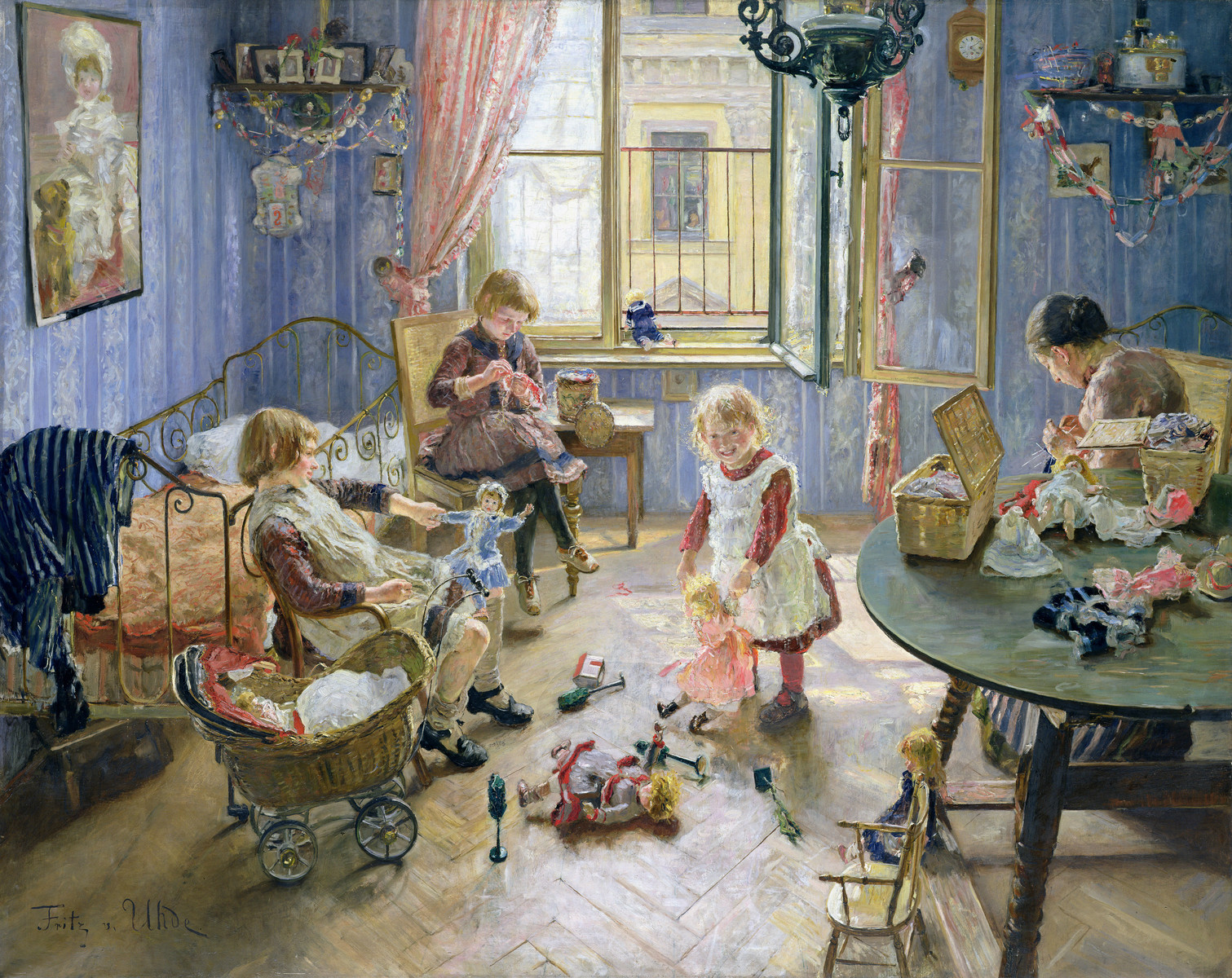
Детская. 1889. Кунстхалле. Гамбург
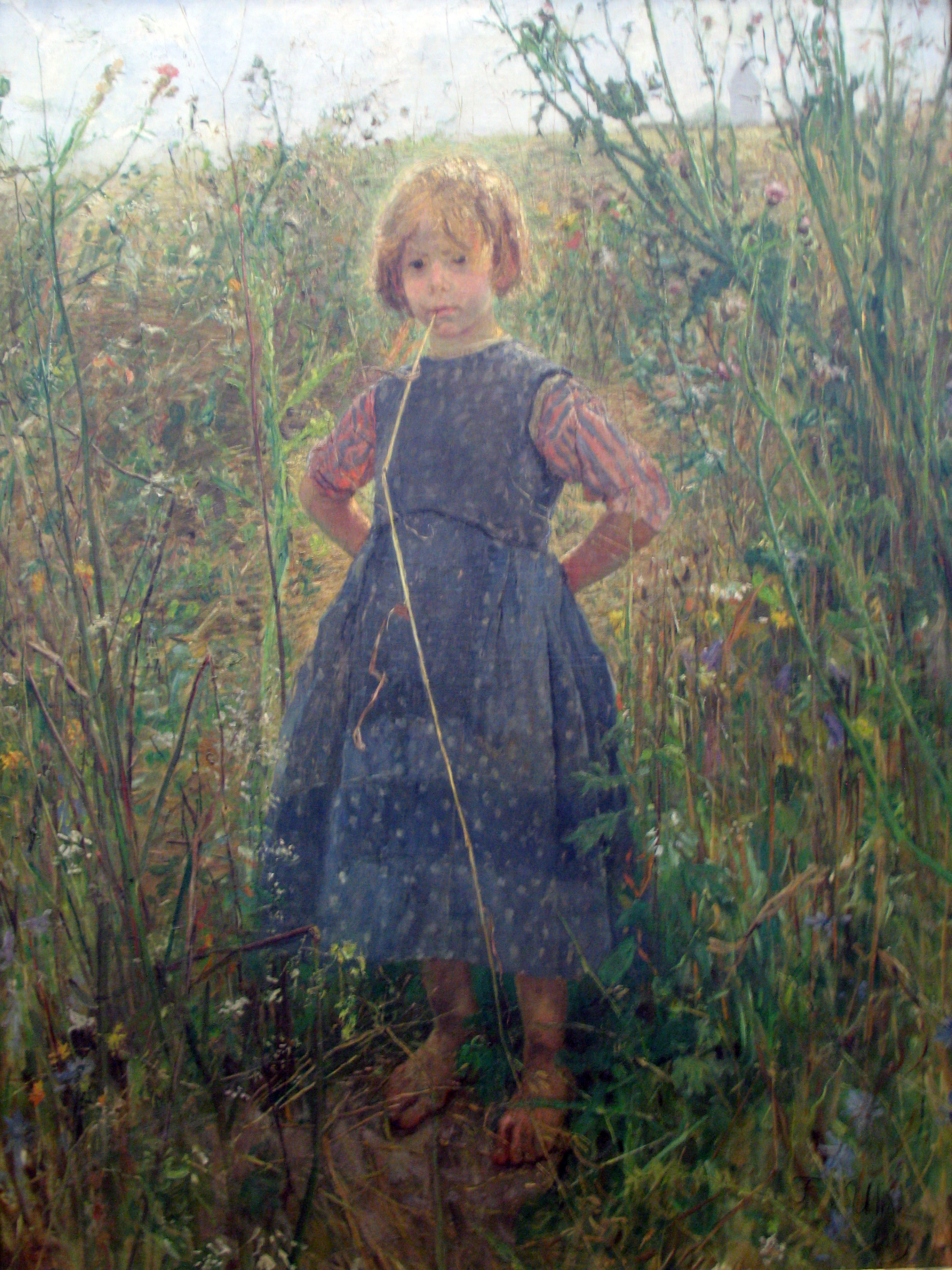
Маленькая принцесса на пустоши. 1889
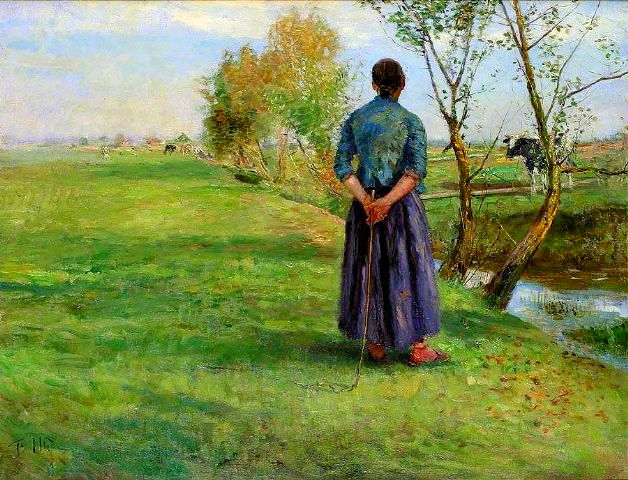
Осенью. 1890.
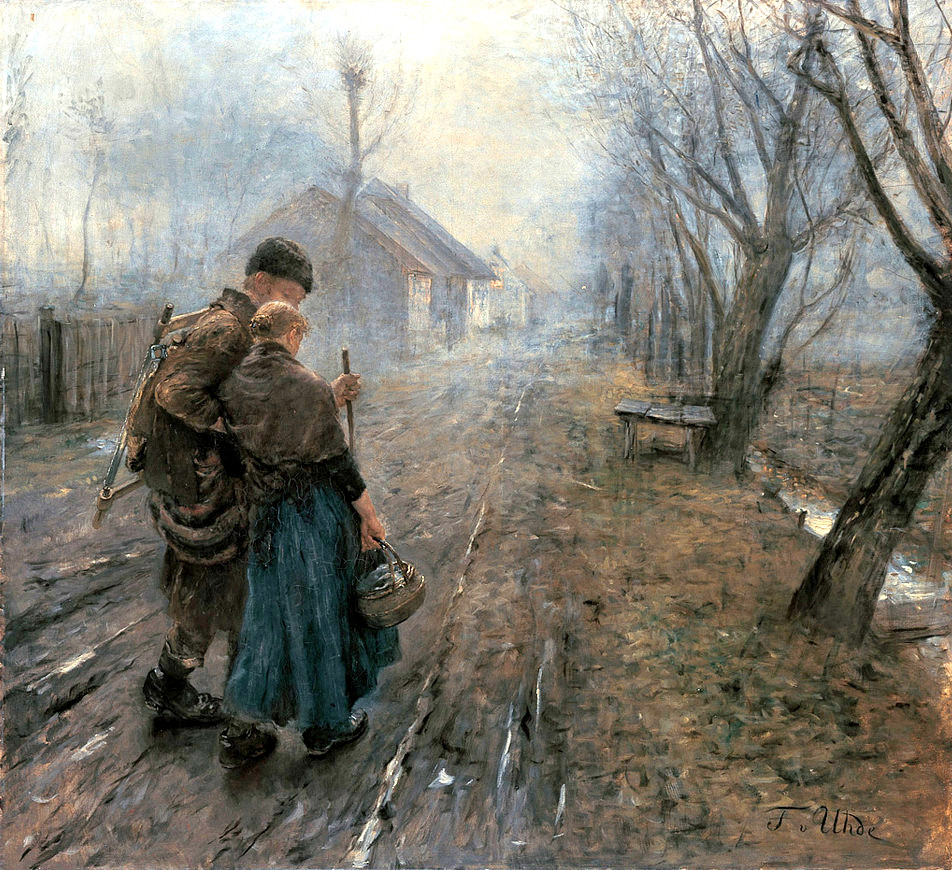
Трудный путь. 1890. Новая пинакотека. Мюнхен
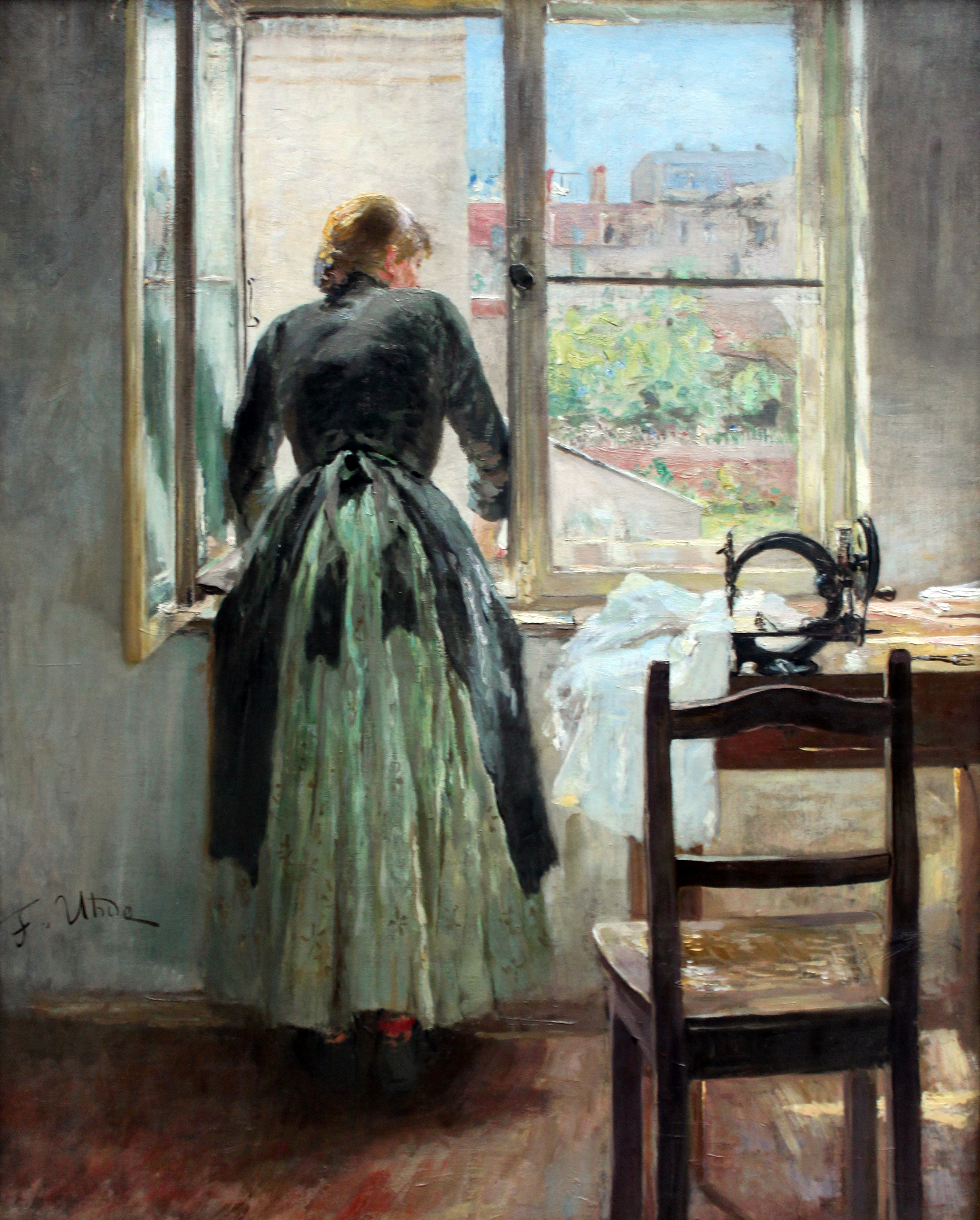
У окна. 1890.
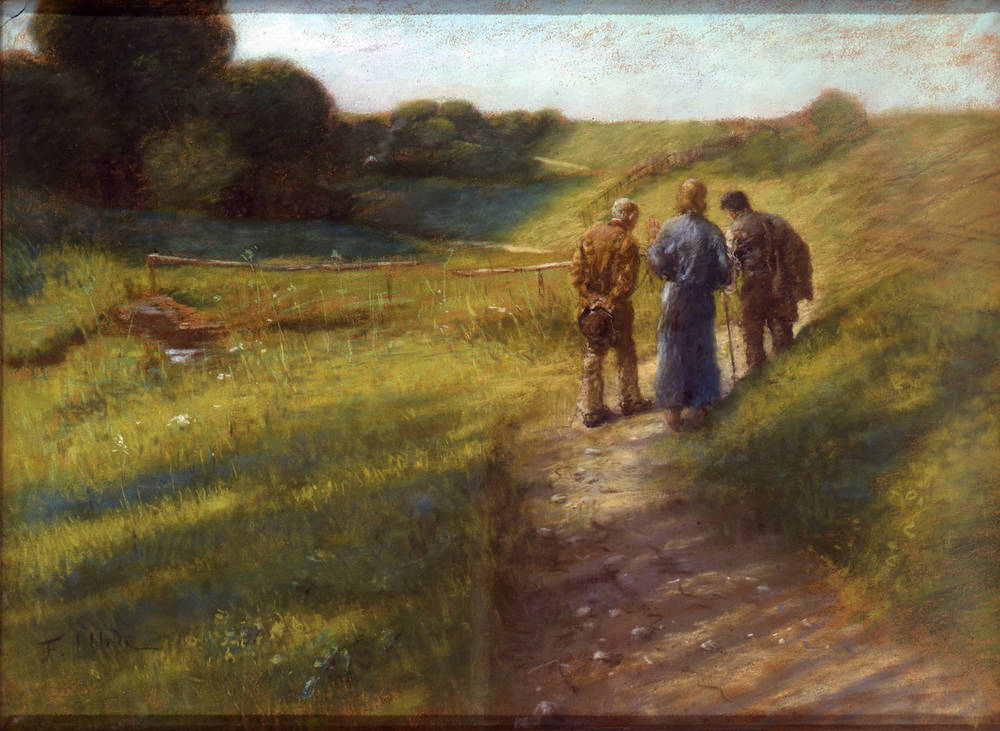
Дорога в Эммаус. 1891.
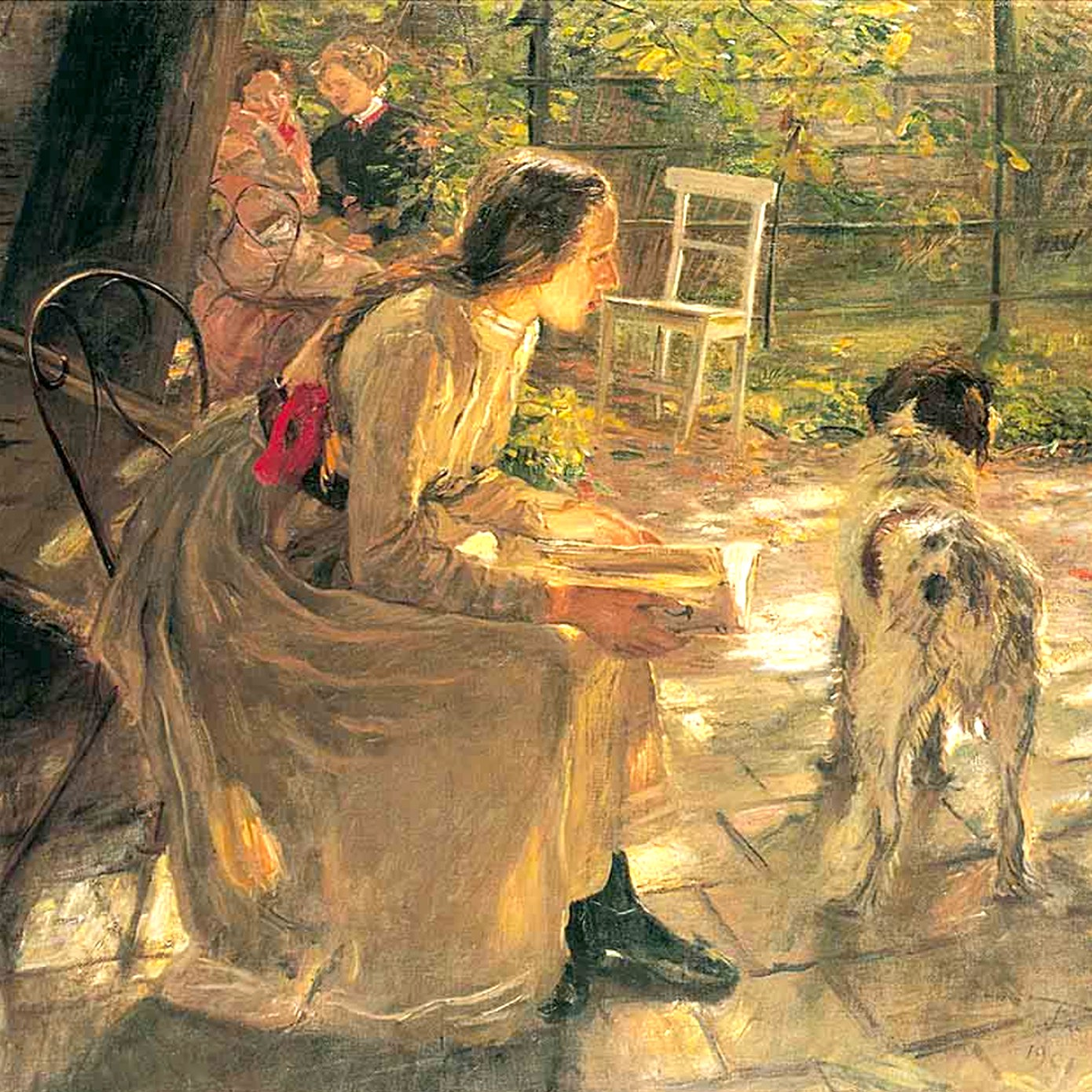
В саду. 1901.
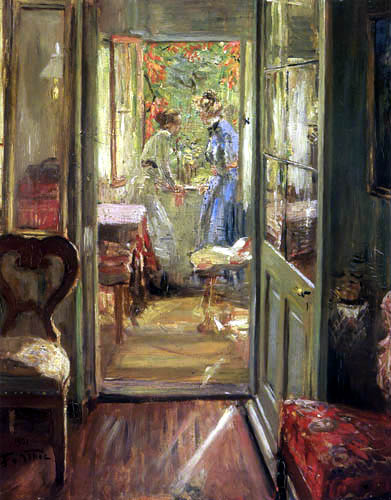
Девушки на веранде. 1901.
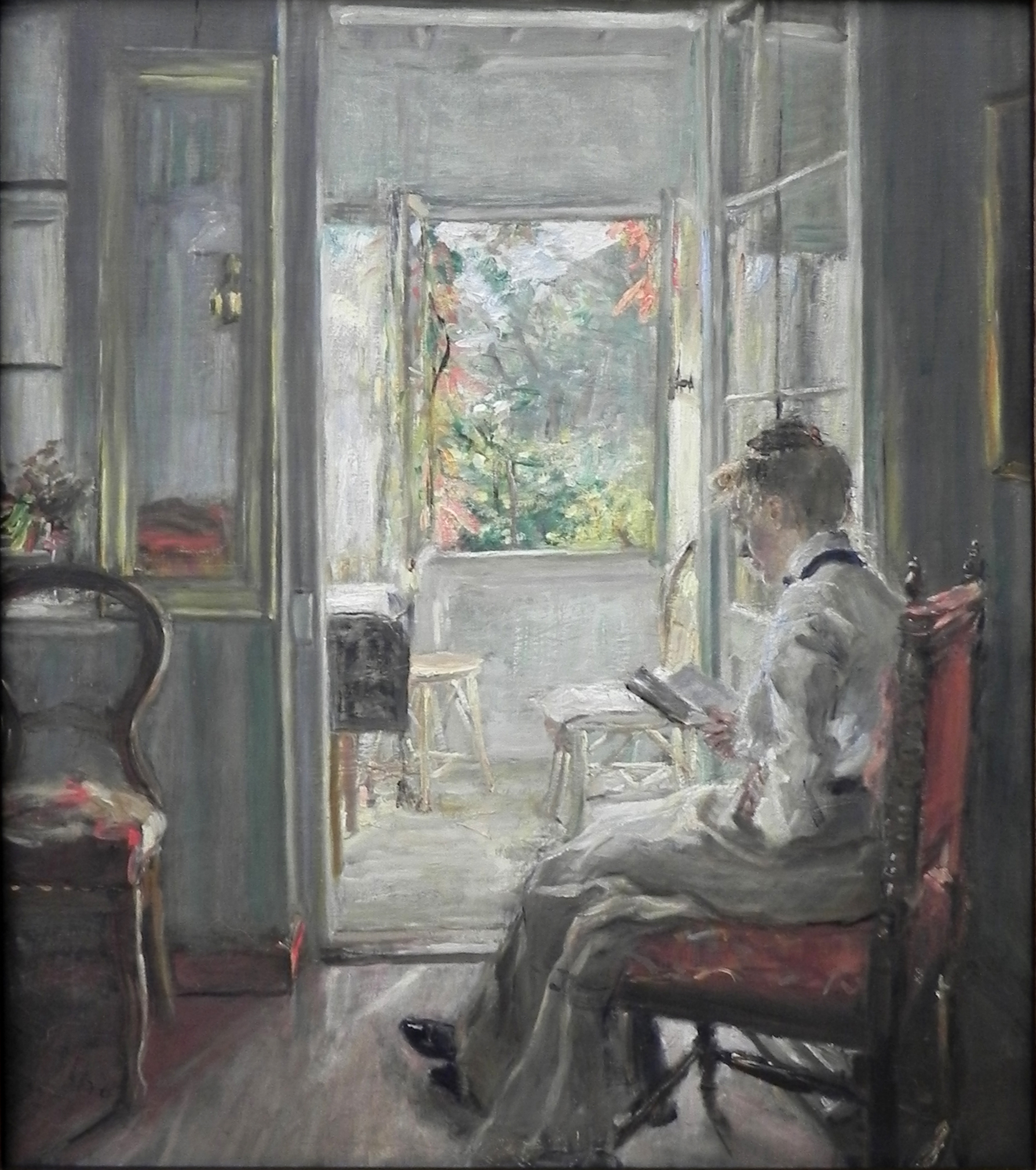
Читающая девушка. 1902. Новая пинакотека. Мюнхен
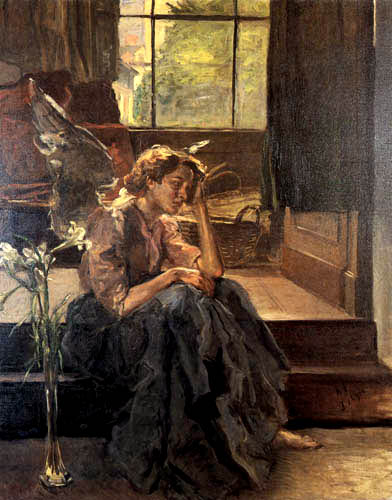
Девушка на ступенях. Около 1910.